# دل‌های لرزان
دل‌های لرزان (انگلیسی: Fluttering Hearts) یک فیلم کمدی صامت کوتاه آمریکایی به کارگردانی جیمز پروت است که در سال ۱۹۲۷ منتشر شد. از بازیگران این فیلم می‌توان به اولیور هاردی، چارلی چیس، مارتا اسلیپر، یوجین پلت، کی دسلیس، جک گوین، ویلیام بورِس و چارلی هال اشاره کرد.